# Rejomulyo (Metro Selatan)
Rejomulyo is een bestuurslaag in het regentschap Metro van de provincie Lampung, Indonesië. Rejomulyo telt 4302 inwoners (volkstelling 2010).